# Lola Petticrew
Lola Petticrew (nació el 26 de diciembre de 1995) es una persona profesional de la actuación de Irlanda del Norte. Sus películas incluyen A Bump Along the Way (2019), Dating Amber (2020) y Tuesday (2023). En televisión, se le conoce por sus papeles en Bloodlands (2021–) y Three Families (2021) en BBC One. 

## Primeros años y educación
Petticrew nació el 26 de diciembre de 1995. Es del oeste de Belfast y creció en una finca municipal, hermano mayor de dos hermanas y un hermano. Ambos padres son trabajadores de la salud.
Asistió a la escuela secundaria para niñas de St Dominic, y se unió a un grupo de teatro local cuando tenía 12 años.
Petticrew continuó sus estudios en la Real Escuela Galesa de Música y Teatro y se graduó en 2017 con una Licenciatura en Actuación.

## Carrera
Petticrew hizo su debut cinematográfico como Allegra en la película de comedia dramática de 2019 A Bump Along the Way, que le valió un premio New Talent Award en Galway Film Fleadh. Tuvo más papeles cinematográficos en 2020, interpretando al personaje principal en Dating Amber junto a Fionn O'Shea, e interpretando a Jessica y Alex en Here Are the Young Men y Shadows respectivamente. Además, apareció como Lucy en la miniserie My Left Nut de BBC Three.
En febrero de 2021, Petticrew interpretó a Izzy Brannick en el Bloodlands de BBC One. Originalmente una serie limitada, fue renovada en marzo. Ese mayo, interpretaron a Orla Healy en el drama de dos partes Three Families, también en BBC One, seguida por Jane Seymour en la película de tres partes Anne Boleyn en Channel 5 en junio. También apareció en Wolf y Tuesday.

## Vida personal
Petticrew es queer, de género no binario y utiliza los pronombres en inglés they/them.

## Filmografía

### Películas
| Año  | Título                         | Papel              | Notas        |
| ---- | ------------------------------ | ------------------ | ------------ |
| 2017 | Sparrow                        | Cara               | Cortometraje |
| 2019 | A Bump Along the Way           | Allegra            |              |
| 2019 | The Return of the Yuletide Kid | Toni               |              |
| 2020 | Dating Amber                   | Amber              |              |
| 2020 | Here Are the Young Men         | Julie              |              |
| 2020 | Shadows                        | Alex               |              |
| 2021 | Wolf                           | Judith             |              |
| 2022 | She Said                       | Joven Laura Madden |              |
| 2023 | Tuesday                        | Tuesday            |              |

### Televisión
| Año           | Título           | Papel         | Notas      |
| ------------- | ---------------- | ------------- | ---------- |
| 2018          | Come Home        | Laura Farrell | Miniserie  |
| 2018          | Next of Kin      | Carla         | 1 episodio |
| 2020          | My Left Nut      | Lucy          | Miniserie  |
| 2021          | Three Families   | Orla Healy    | Miniserie  |
| 2021          | Anne Boleyn      | Jane Seymour  | Miniserie  |
| 2021–presente | Bloodlands       | Izzy Brannick |            |
| TBA           | Down to Business | Various       |            |
| TBA           | Say Nothing      | Dolours Price | En rodaje  |